# Янтарний (Калініградська область)
Янтарний(рос. (Янтарный) — до 1946 року Пальмнікен, нім. Palmnicken, лит. Palmininkai, пол. Palmniki — селище міського типу, центр Янтарного міського округу в Калінінградській області Російської Федерації. Населення станом на 2010 рік - 6431 особа.
Селище розташовано приблизно за 40 кілометрів (25 миль) від Калінінграда на Самбійскому півострові.
Тут розташовується найбільше у світі родовище бурштину, в якому зосереджено 90% його розвіданих запасів.
У селищі розміщений один із найпривабливіших туроб'єктів Калінінградській області - єдиний у світі бурштиновий комбінат, який видобуває і переробляє бурштин.

## Історія

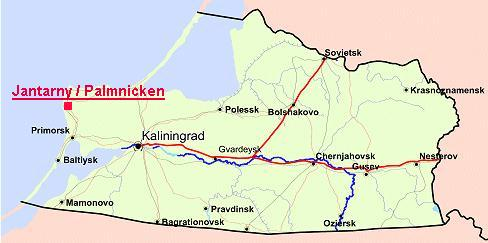
Янтарний в Калінінградській області

Основою економіки селища був видобуток бурштину, що здійснювався вручну і торгівля. Крім цього населення займалося сільським господарством і рибальством.
Пруськомовне поселення засноване в 1234 році тевтонськими лицарями. Після секуляризації прусських землель Ордена в 1525 році, Palmnicken став частиною Прусського герцогства. У Тридцятилітнній війні Palmnicken був окупований Швецією шість років.
Пальмнікен увійшов до складу Королівства Пруссії в 1701 році і прусської провінції Східної Пруссії в 1773 році. Війська Російської Імперії зайняли місто від між 1758 і 1762 під час Семирічної війни. В результаті прусської адміністративної реформи 1818 року, Пальмнікен став частиною «Landkreis Fischhausen» в Східній Пруссії. Промисловий видобуток місцевого бурштину розпочався в 1827 році. Поселення стало частиною Німецької імперії в 1871 році під час об'єднання Німеччини.
На початку 20 століття, Пальмнікен перетворилася на курорт. У 1939 році в місті було 3079 жителів у складі нацистської Німеччини. Пальмнікен був завойований радянською Червоною Армією на початку квітня 1945 року під час Другої світової війни.
Після Другої світової війни Пальмнікен відходить СРСР і перейменовується в «Янтарний». Німецьке населення міста було евакуйовано або згодом вигнано до Західної Німеччини. Місто було заселене переважно з росіянами, а також білорусами, українцями, і татарами.
Видобуток бурштину було припинено, а відновлено у 1948 році.

## Видобуток бурштину
Хрестоносці досягли успіху у створенні монополії на торгівлю бурштином. Згодом монополія була перенесена на Дім Гогенцоллерннів. У 16 столітті бурштин, що збирався на узбережжі, привозився в Пальмнікен де проходило сортування, і відправлявся до Кенігсберга для подальшої обробки. Після 1811 видобуток бурштину був зданий в оренду. У 1858 році бурштин добувала фірма «Станте & Беккер». Стант & Беккер створили перші шахту і кар'єр бурштину у світі, але добували бурштин в основному методом підземного видобутку (ями "Анна" і "Генрієта"). Спочатку видобувалось 50 тонн бурштину на рік, але до 1937 року - тепер державна компанія («Preußische Bergwerks- und Hütten AG») - добувала 650 тонн на рік, а в видобутку були зайняті 700 робітників. У рамках Радянського Союзу, Янтарний виробляється близько 600 тонн бурштину на рік компанією «Російський Янтар» ("Російський бурштин"). Видобуток бурштину було припинено в 2002 році за вказівкою російського регулюючого органу з технологій та охорони навколишнього середовища. Кілька років потому, новий кар'єр ("Пріморскоє") був створений в безпосередній близькості від старого кар'єру. У 2008 році в цьому місці добували близько 500 тонн бурштину.

## Галерея

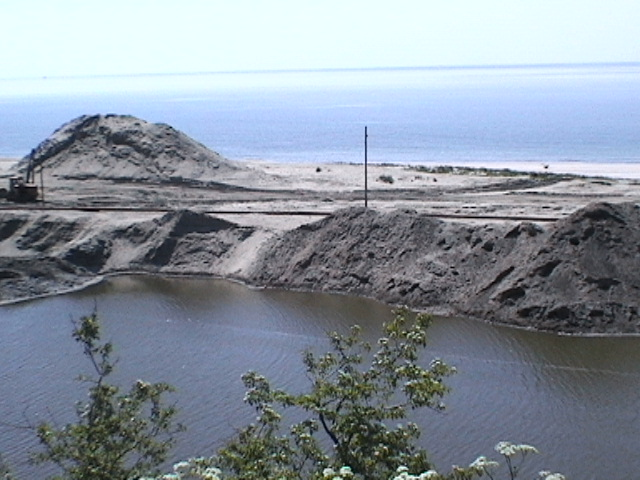
Видобуток бурштину біля кромки моря кар'єрним способом
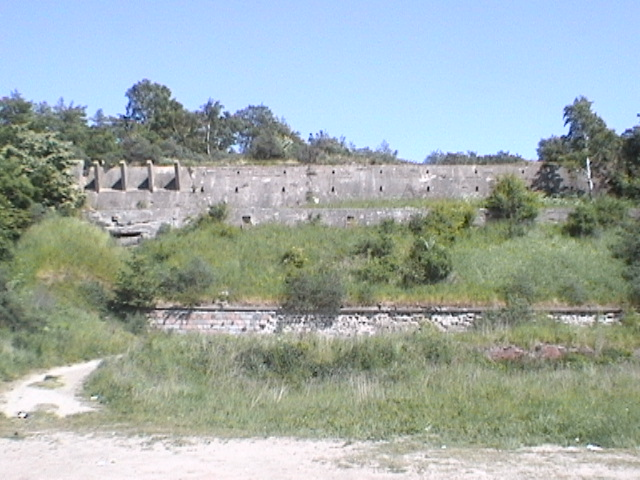
Вид на будівлі поряд з шахтою «Анна» з боку моря
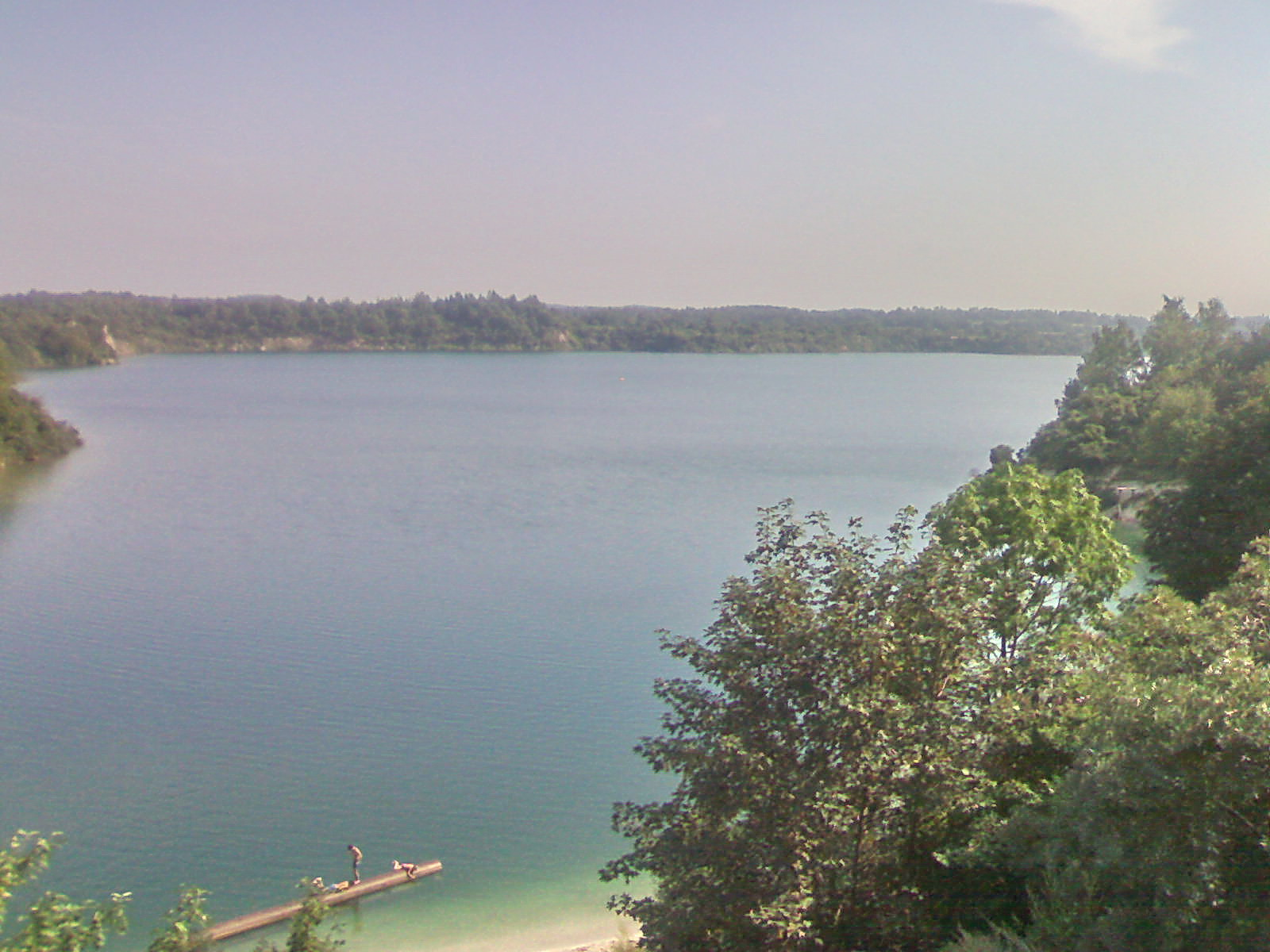
Озеро в околицях «Янтарного» на місці колишнього кар'єру з видобутку бурштину
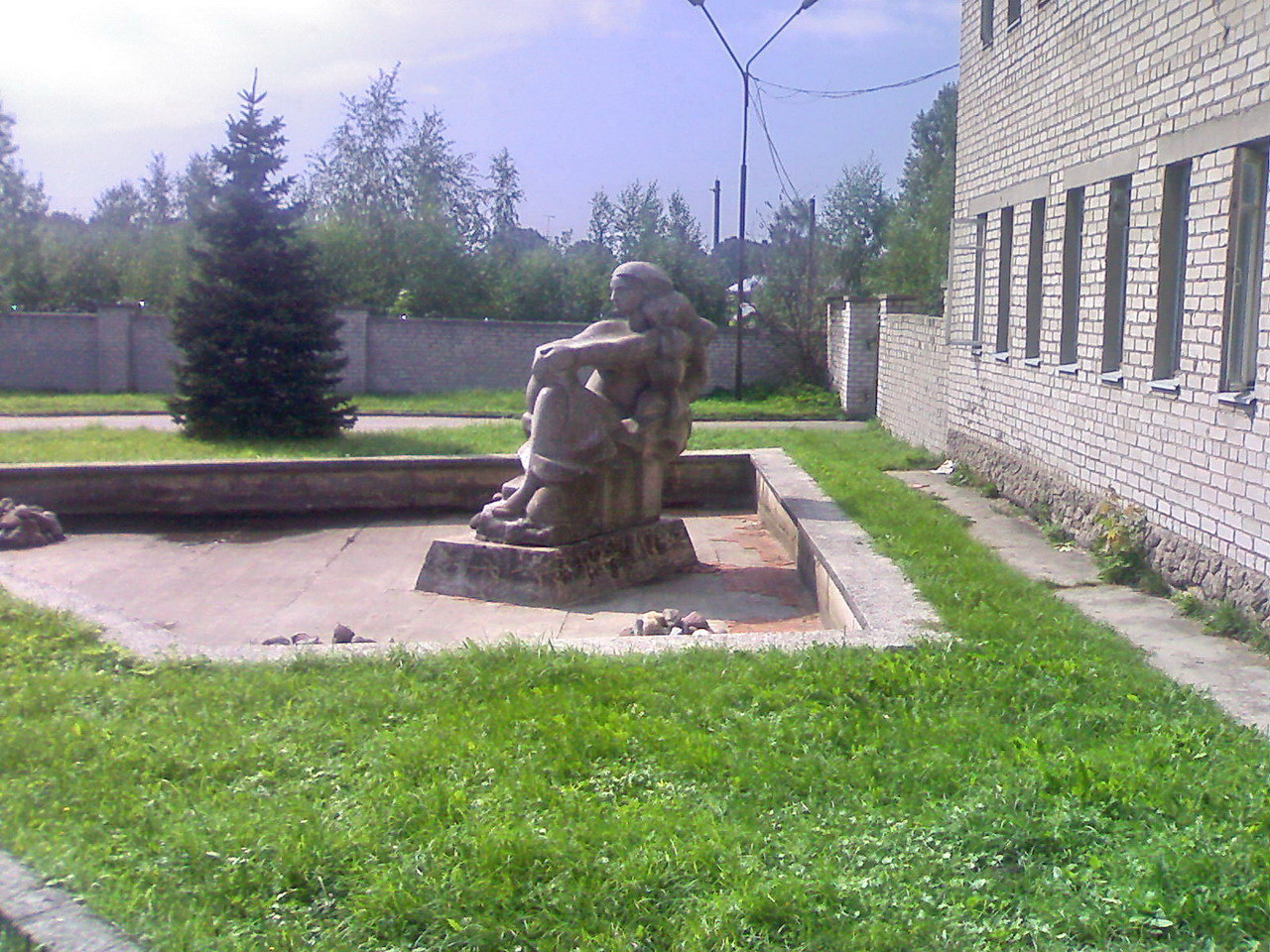
Скульптура при вході в бурштиновий комбінат
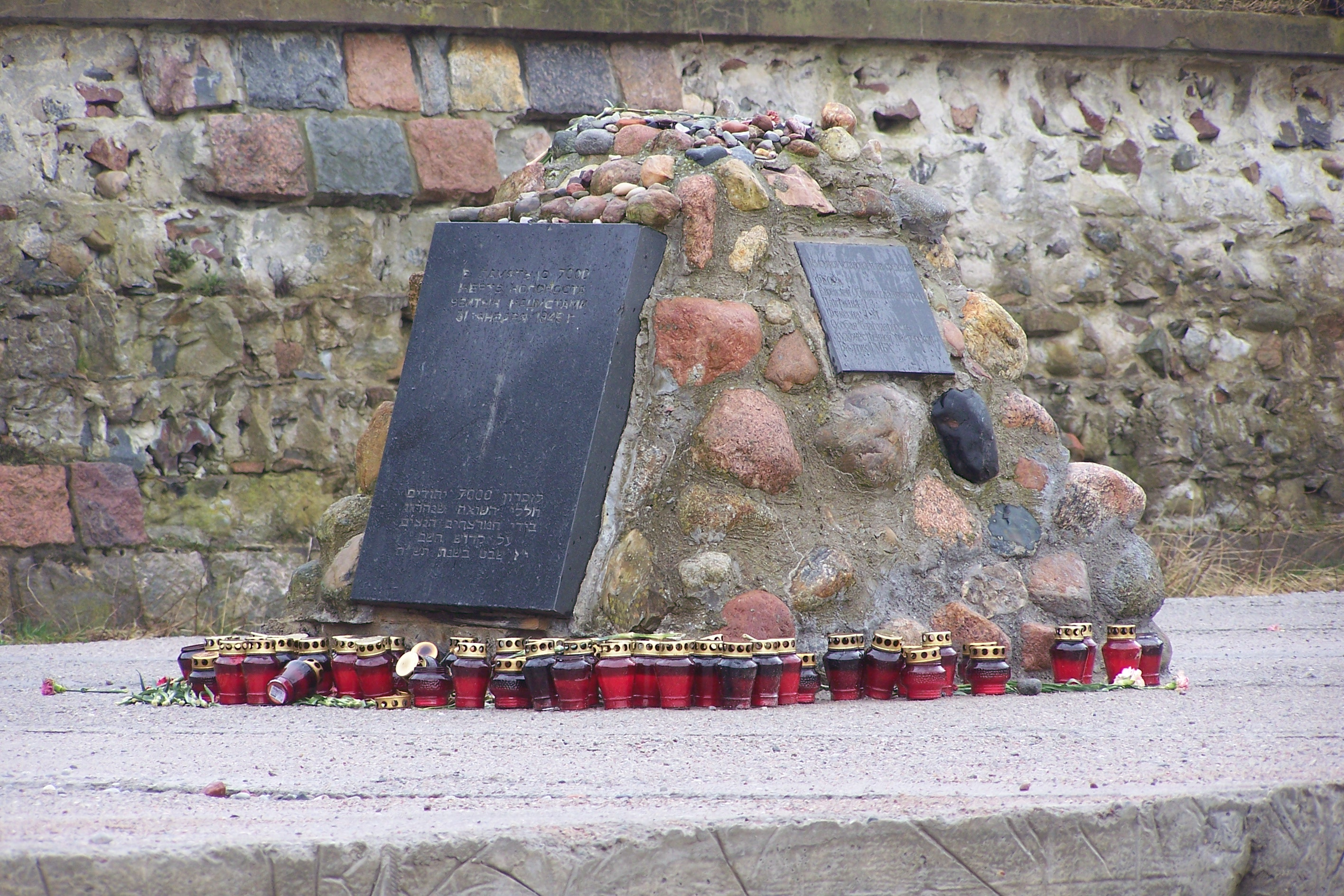
Меморіальний камінь у пам'ять про розстріл євреїв під Пальмнікеном в січні 1945 року
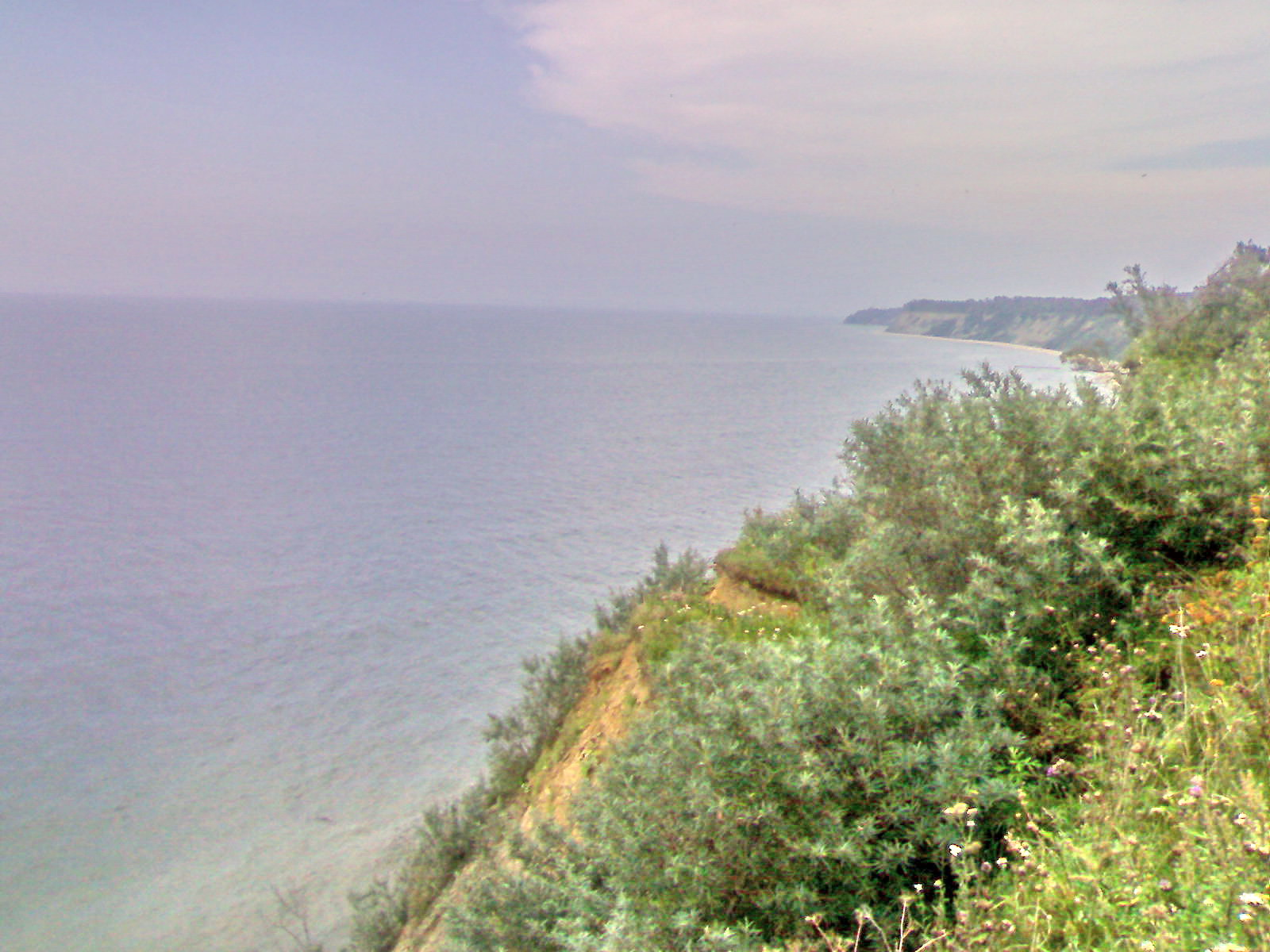
Вид з крутого берега на морський пляж біля «Янтарного»

## Фестиваль «Бурштиновий шлях»
У 2010 році Янтарний брав участь у щорічному міжнародному музичному фестивалі «Бурштиновий шлях» (назва відповідає древньому торговому маршруту «Бурштиновий шлях»).